# جان بيار مارتي
جان بيار مارتي (بالفرنسية: Jean-Pierre Marty)‏ هو عازف بيانو فرنسي، ولد في 12 أكتوبر 1932.

## وصلات خارجية
- جان بيار مارتي على موقع ميوزك برينز (الإنجليزية)
- جان بيار مارتي على موقع ديسكوغز (الإنجليزية)